# مايكل ويلكس
الفريق الأول السير مايكل ويلكس (بالإنجليزية: Sir Michael Wilkes)‏ (11 يونيو 1940 - 27 أكتوبر 2013) ضابط في الجيش البريطاني الذي أصبح مديرا عاما للقوات في المملكة المتحدة.

## النشأة
ولد ابن ضابط المدفعية مايكل جون ويلكس في ستيب في هامبشير في 11 يونيو 1940 وتلقى تعليمه في مدرسة كينجز في روتشستر حيث لعب الرجبي أساسيا.

## المسيرة العسكرية
عين ويلكيس في المدفعية الملكية في عام 1961. في عام 1977 تولى قيادة فوج القوة الجوية الخاصة الثانية والعشرين في سن السادسة والثلاثين. أعطي الفوج دورا جديدا في مكافحة الإرهاب. شمل التدريب المقدم حالات احتجاز رهائن ومفاوضات مع من يطالبون بالاعتداءات والاعتداءات عندما حكم على أن المحادثات قد تفككت. تحت قيادة ويلكس أصبح أفراد الفوج بارعين في الاستجابة بسرعة إلى التكتيكات المختلفة التي يستخدمها الإرهابيون. كما أنشأ نظام اتصال قوي يربط قائد القوات المسلحة بالشرطة وأجهزة الأمن وغرف الإحاطة بمكتب مجلس الوزراء. في عالم يزداد اضطرابا بدأت بلدان أخرى تطلب المساعدة من بريطانيا في تطوير وحداتها المتخصصة لمكافحة الإرهاب وتوفير الحماية لكبار الشخصيات. ثم في أكتوبر 1977 اختطف إرهابيون مسلحون بالبنادق والمتفجرات طائرة بوينغ 737 لوفتهانزا في طريقها من مايوركا إلى فرانكفورت مع نحو 90 راكبا وطاقما. طلب الألمان من القوة الجوية الخاصة المساعدة وأرسل ويلكيس فريقا صغيرا لتقديم المشورة إلى الفريق غسغ 9 وهو فريق مكافحة الإرهاب. اقتحمت الطائرة بنجاح في مقديشو عاصمة الصومال وأطلق سراح الرهائن. أعطت العملية زخما إضافيا لتوسيع نطاق التدريب والتنظيم لمهام مكافحة الإرهاب من قبل الفوج. انتقل ويلكس في عام 1979 ولكن التدخل الحاسم من قبل القوة الجوية الخاصة في حصار السفارة الإيرانية في مايو من العام التالي من قبل مايكل روز (ضابط في الجيش البريطاني) كان دليلا مقنعا على قيمة إرثه. شغل منصب ضابط في القوة الجوية الخاصة الثانية والعشرين.
عين ويلكس قائد للواء المدرع الثاني والعشرين في عام 1984 ومدير القوة الجوية الخاصة في عام 1986. تم تعيينه ضابطا عاما بقيادة الفرقة المدرعة الثالثة في عام 1988 وقائد الجيش الميداني في المملكة المتحدة والمفتش العام للجيش الإقليمي في عام 1990 وبقي في تلك الوظيفة حتى عام 1993. خلال عملية غرانبي كان نائب القوات البرية للقائد المشترك للقوات الخليجية الذي كان مقره في قيادة سترايك بالمقر الرئيسي. في عام 1993 أصبح القائد العام وتقاعد من الجيش البريطاني في عام 1995.

## لاحقا
في عام 1995 أصبح حاكم ولاية جيرسي حتى عام 2001. في عام 2008 أصبح مديرا لتراث النفط وستانلي جيبونز. توفي في 27 أكتوبر 2013 مخلفا زوجته آن وابنين.

## التكريمات
عين ويلكز ضابطا في أمر الإمبراطورية البريطانية في عام 1980 مع مرتبة الشرف للعام الجديد وتم ترقيته إلى قائد أمر الإمبراطورية البريطانية في عيد ميلاد الملكة عام 1988. تم تعيينه فارس قائد آمر الطريق في عام 1991 ضمن تكريمات السنة الجديدة. في عام 1995 سمي فارس من المكرم الجليل القديس يوحنا.